# Francis Joseph Monaghan
Francis Joseph Monaghan (* 30. Oktober 1890 in Newark, New Jersey; † 13. November 1942 in Watertown, New York) war ein US-amerikanischer Geistlicher und römisch-katholischer Bischof von Ogdensburg.

## Leben
Francis Joseph Monaghan studierte Philosophie und Katholische Theologie am Seton Hall College in South Orange. 1911 erwarb Monaghan den Bachelor of Arts und 1913 den Master of Arts. Anschließend setzte er seine Studien am Päpstlichen Nordamerika-Kolleg in Rom fort. Er empfing am 29. Mai 1915 durch den Kardinalvikar von Rom, Basilio Kardinal Pompili, das Sakrament der Priesterweihe. Im gleichen Jahr wurde Monaghan zum Doktor der Theologie promoviert.
1915 wurde Francis Joseph Monaghan Kurat der St. Paul of the Cross Church in Jersey City. Er wurde 1926 Professor für Dogmatik und Metaphysik am Immaculate Conception Seminary. Von 1933 bis 1936 war Monaghan Präsident des Seton Hall College. 1934 wurde ihm der Ehrentitel eines Päpstlichen Kammerherren verliehen.
Am 17. April 1936 ernannte ihn Papst Pius XI. zum Titularbischof von Mela und bestellte ihn zum Koadjutorbischof von Ogdensburg. Der Bischof von Newark, Thomas Joseph Walsh, spendete ihm am 29. Juni desselben Jahres die Bischofsweihe; Mitkonsekratoren waren der Bischof von Ogdensburg, Joseph Henry Conroy, und der Weihbischof in Newark, Thomas Henry McLaughlin.
Am 20. März 1939 wurde Francis Joseph Monaghan in Nachfolge des verstorbenen Joseph Henry Conroy Bischof von Ogdensburg.